# Siulak Deras Mudik
Siulak Deras Mudik is een bestuurslaag in het regentschap Kerinci van de provincie Jambi, Indonesië. Siulak Deras Mudik telt 1373 inwoners (volkstelling 2010).